# Porta di Campofiore
Porta di Campofiore è un accesso situato lungo le mura magistrali di Verona, sulla sinistra d'Adige.

## Storia e descrizione
Nell'ambito del rafforzamento da parte della Repubblica di Venezia delle fortificazioni di Verona, che aveva l'obiettivo di renderle più adatte all'introduzione della polvere da sparo, venne rafforzata la precedente cortina muraria scaligera e realizzati due bastioni: prima, nel 1527, fu costruito il bastione delle Maddalene su progetto di Francesco Maria della Rovere e Pier Francesco da Viterbo, mentre successivamente, nel 1565, fu edificato il bastione di Campo Marzo su progetto dell'ingegnere veronese Francesco Malacreda.
Tra i due bastioni, in prossimità di quello di Campo Marzo, venne inserita nel 1865 la porta di Campofiore, per mettere in comunicazione via ferro il nuovo stabilimento della provianda di Santa Marta con la stazione ferroviaria di Porta Vescovo, realizzata su progetto di Anton Naredi Reiner. Il prospetto verso campagna, caratterizzato da un paramento in blocchi di tufo e mattoni di laterizio, richiama i motivi stilistici del classicismo sanmicheliano. Il basamento e il corpo centrale, nel quale si apre il grande portale ad arco coronato dalla trabeazione, sono a conci di tufi rustici. Nelle due sezioni laterali si trovano scudi pendenti mentre sull'attico centrale era presente lo stemma con l'aquila bicipite, che è stata scalpellata.